# Улица Крауля
У́лица Кра́уля (прежние названия: 5-я Ключевска́я, Рабо́чего Крауля) — магистральная улица в жилом районе «ВИЗ» Верх-Исетского административного района Екатеринбурга.

## Расположение и благоустройство
Улица Крауля проходит с востока на запад между улицами Репина и Красных Зорь. Улица начинается от улицы Пирогова и заканчивается за улицей Танкистов. Пересекается с улицами Крылова, Мельникова, Токарей, Заводской, Викулова,  Рабочих и Торфорезов. Справа к улице примыкает Красноуральская улица. Нумерация домов улицы идёт от улицы Пирогова.
Протяжённость улицы Крауля составляет около 3,2 километра. Ширина проезжей части — в среднем около 12—14 м (по две полосы в каждую сторону движения). Улица оборудована светофорами и уличным освещением.

## История
Улица Крауля появилась не ранее 1788 года (точное время формирования неизвестно). Улица фиксируется планом Верх-Исетского завода первой половины XIX века (из архива Н. С. Алфёрова), условно соотносимом с генеральном планом этого завода 1826 года. До революции 1917 года улица носила название 5-я Ключевская. Всего Ключевских улиц было девять, все они заканчивались у торфяного болота, близ которого, возможно, находились ключи, используемые местными жителями. В 1921 году улица получила название рабочего Крауля, в честь рабочего екатеринбургской спичечной фабрики, добровольца Красной армии, погибшего в 1918 году в Верхотурье в бою с белогвардейцами. Между 1962 и 1968 годами поясняющее слово было из названия удалено.
Улица была застроена деревянными одноэтажными частными домами. В 1935 сдана школа № 74. В 1960—1961 появились дома № 50 и 52 в «хрущевском стиле». Затем большинство деревянных домов были снесены, в 1969—1972 улица была массово застроена 5- и 9-этажными панельными домами 468-й серии. В 1973—1979 сданы кирпичные 9-этажные дома № 4, 6, 10. В 1980 — 12-этажный панельный дом № 73 (в 1985 к нему пристроено кафе «Айсберг»). В 1983 конце улицы построено новое здание Радиотехникума. В 1993 сданы кирпичный дом № 55, и панельный 56 (137-й серии). В 2007 дом № 44 ЖК «Солнечный замок». В конце улицы есть остатки «частного сектора», которые согласно Генплану Екатеринбурга подлежат сносу и постройке на их месте новых кварталов микрорайона «ВИЗ-Правобережный».

## Транспорт
Автомобильное движение на всей протяжённости улицы двустороннее.

### Наземный общественный транспорт
Улица является важной районной транспортной магистралью, связывающей западную и восточную части жилого района «ВИЗ». По улице ходит автобусные (25 (от Репина до Викулова), 49 (от Репина до Викулова) и 28) и троллейбусные (26 и 35) маршруты, маршрутное такси.

### Ближайшие станции метро
Действующих станций метро поблизости нет. На перекрёстке улиц Крауля и Викулова планируется открыть станцию 2-й линии Екатеринбургского метрополитена  «Металлургическая». Однако из-за отсутствия финансирование строительство отложено на неопределенный срок.